# Volkswagen Polo R WRC
El Volkswagen Polo R WRC es un vehículo de rally basado en el Volkswagen Polo con homologación World Rally Car. Fue construido por Volkswagen para competir en el Campeonato Mundial de Rally y fue el cuarto vehículo de la generación de los WRC con motor 1,6 L, basados en los Super 2000 e introducidos en 2011, tras el Citroën DS3 WRC, el Ford Fiesta RS WRC y el Mini Cooper WRC. El automóvil se construyó sobre el chasis de la quinta generación del Polo, comercializado desde 2009, y posee un motor de 1.6 cc con turbo, tracción a las cuatro ruedas y caja de cambios secuencial de seis marchas. 
Debutó en el Rally de Montecarlo de 2013, año en el que Volkswagen hizo su entrada como equipo oficial y disputó un total de 153 entre las temporadas 2013 y 2016 logrando un total de 43 victorias, 87 podios y el título de pilotos y marcas en las cuatro temporadas. Durante ese tiempo la marca alemana dispuso de dos equipos: Volkswagen Motorsport, con Sébastien Ogier y Jari-Matti Latvala y Volkswagen Motorsport II con Andreas Mikkelsen. Con el VW Polo R WRC, el francés Ogier consiguió cuatro campeonatos del mundo (2013-2016) y 31 victorias; el finés Latvala nueve victorias y el noruego Mikkelsen tres. Tras la salida de Volkswagen de campeonato del mundo en 2016, el VW Polo R WRC desapareció del certamen aunque la marca anunció inicialmente su intención de seguir desarrollando el Polo de cara a 2017 para alquilarlo a equipos privados e incluso en una versión en la categoría R5.
Durante 2011 y 2012 la marca realizó diversos test con el VW Polo en diferentes países y superficies y en diciembre de 2012 hizo su presentación en la ciudad de Mónaco tanto del vehículo como del equipo.
En la Wörthersee 2012 la marca presentó una versión de calle del VW Polo WRC, con varios guiños estéticos, motor dos litros de 220 cv y edición limitada que será lanzado al mercado en 2013.

## Desarrollo

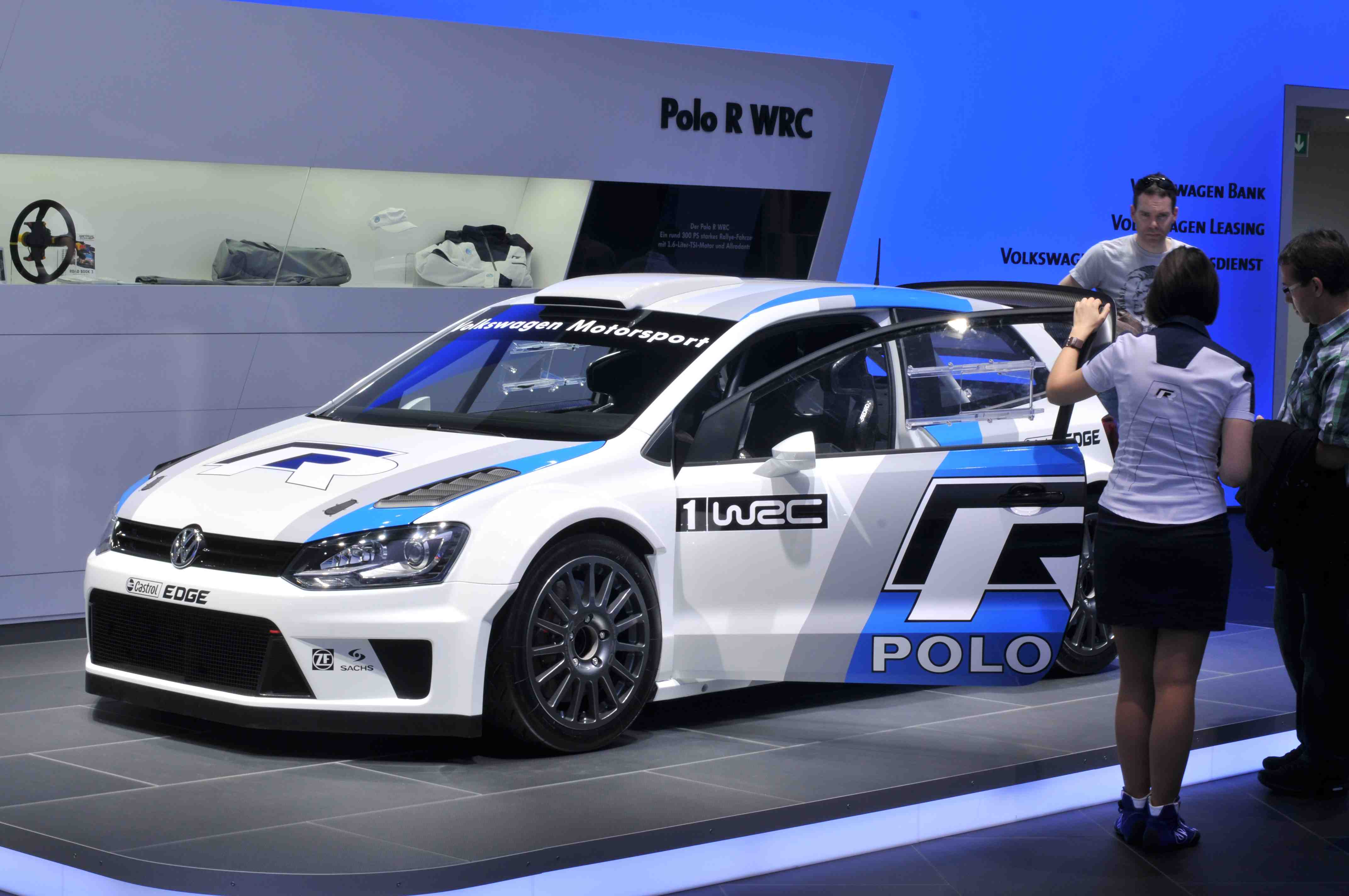
El VW Polo R WRC durante su presentación en el Salón del Motor de Frankfurt de 2011.

El desarrollo del Polo llevó un total de 17 meses y de las cerca de 3.000 piezas de las que consta 1.360 fueron diseñadas desde cero. En enero de 2011 se presentó el primer prototipo y a partir de enero de 2012 comenzó el programa de test que se inició en Suecia y posteriormente pasaría a España. En esos meses se trabajó más intensamente en el chasis y en la reducción del peso. También se empleó un túnel de viento para mejorar la aerodinámica. En cuanto al motor, el equipo, dirigido por Donatus Wichelhaus, probó diversas modificaciones permitidas en la normativa de la FIA antes de tomar una decisión. Una de las novedades en el Polo fue el sistema anti-lag, muy elogiado por los pilotos que lo probaron durante la fase de test.

### Test de prueba
Los primeros test sobre tierra se realizaron en Almería (España) en el año 2012 y llevados a cabo por Carlos Sainz
El piloto francés Sébastien Ogier alternó su participación en el calendario del mundial a bordo de un Škoda Fabia S2000 con varios test de prueba a bordo del Polo R WRC en diferentes puntos de Europa. A finales de junio, Ogier decidió no participar en el Rally de Nueva Zelanda y en su lugar realizó test de prueba en Finlandia. En septiembre de 2012 Carlos Sainz y Luis Moya participaron en el Algarve (Portugal) en una nueva sesión de test con el Polo.
En julio de 2012 quiso el Polo hiciera su debut en el Rally de Cerdeña, decimosegunda ronda de la temporada 2012, pilotado por Sébastien Ogier, aunque no oficialmente, sin cronometrar ni entrar en la clasificación final, pero la FIA delegó al resto de equipos la decisión de si dejarlo participar, a lo que dijeron que no. Hizo su debut como coche cero en el Rallylegend di San Marino con Carlos Sainz y Luis Moya como navegantes en octubre de 2012 suceso que repetiría en 2013 y posteriormente en 2014 y 2015 con Jari-Matti Latvala como piloto y en 2016 con Marcus Grönholm.

## Características
El VW Polo R WRC cuenta con un motor de 1.6 TSI, con cuatro cilindros en línea y un turbo que desarrolla un máximo de 315 c.v de potencia a 6.250 rpm, limitados por el reglamento de los WRC. La potencia se entrega en las cuatro ruedas a través de una caja secuencial es de 6 velocidades con un embrague de la marca ZF y un par de 425 NM a 5.000 rpm. La suspensión es de tipo McPherson con un recorrido de la suspensión de 180 mm empleados en las pruebas sobre asfalto y de 270 mm en el caso de las pruebas sobre tierra. Los neumáticos suministrados por Michelin van montados sobre unas llantas de 18 pulgadas para los tramos de asfalto y de 16 para los de tierra. En cuanto al sistema de frenos cuenta con unos discos de 355 mm y pinzas monobloque en los dos ejes.

## Competición

### Temporada 2013

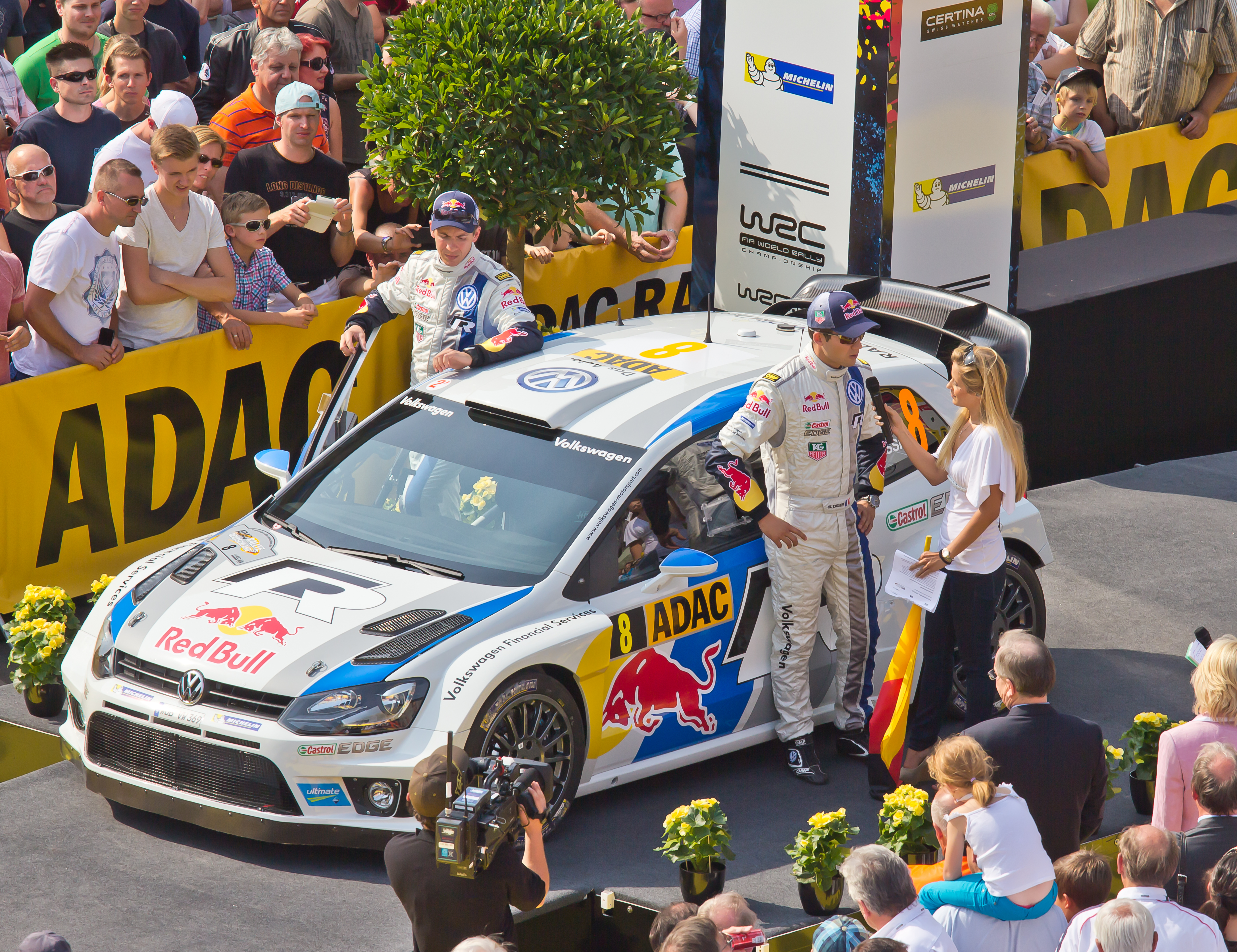
El francés Sébastien Ogier logró, en Suecia, la primera victoria para el Polo R WRC en el mundial y posteriormente también el primer título. En la imagen durante la ceremonia de salida del Rally de Alemania.

El VW Polo WRC debutó en el Rally de Montecarlo donde el francés Ogier marcó el mejor crono en el primer tramo, dando al coche su primer scratch finalizando posteriormente en la segunda plaza y logrando también su primer podio. En la segunda prueba, Suecia, de nuevo Sébastien Ogier como protagonista, el Polo R WRC logró su primera victoria en el campeonato del mundo, el segundo Polo pilotado por Jari-Matti Latvala terminó en la cuarta plaza. En México de nuevo Ogier terminó la prueba de nuevo en lo más alto del podio, mientras que Latvala se quedó fuera de los puntos. En Portugal sin embargo, el Polo consiguió el primer doble podio del año, con la tercera victoria de Ogier y el tercer puesto de su compañero. En la cita lusa participó el noruego Andreas Mikkelsen con el tercer Polo correspondiente al segundo equipo de la marca y que finalizó en la sexta posición. En Argentina, venció el Citroën DS3 WRC de Sébastien Loeb por segunda vez en el año y estuvo acompañado por Ogier y Latvala en el podio. Por su parte Mikkelsen terminó octavo. De vuelta a Europa se disputó el Rally Acrópolis donde Latvala consiguió su primera victoria con el Polo, mientras que sus compañeros de marca terminaron más retrasados pero en la zona de puntos. Particularmente el cuarto puesto de Mikkelsen, a la postre su mejor resultado del año. En Cerdeña de nuevo Ogier se hizo con la victoria y estuvo acompañado por su compañero Latvala en el podio, por tercera vez en lo que iba de año y en Finlandia, a pesar de sumar Ogier su quinta victoria, la sexta para el Polo, Mikkelsen solo pudo ser décimo y Latvala terminó décimo séptimo, muy lejos de la zona de puntos. En la segunda cita del año sobre asfalto, Alemania, por primera y única vez en todo el año, ninguno de los Polo consiguió subirse al podio, el mejor de todos fue Latvala en la séptima posición. A partir de ahí Sébastien Ogier encadenó una racha de cuatro victorias consecutivas en las cuatro citas que restaban por disputar. Venció en Australia, en Francia, donde además se proclamó campeón del mundo, en Cataluña y después de sufrir un pequeño accidente y en Gran Bretaña. Por su parte Latvala fue cuarto en Australia y se subió al podio en las tres siguientes pruebas, tercero en Francia y segundo, en España y Gran Bretaña. En su primer año en el campeonato del mundo el VW Polo R WRC consiguió diez victorias, dieciocho podios y los títulos de pilotos y constructores.
| Año  | Equipo                   | Pilotos            | MON | SWE | MEX | POR | ARG | GRE | ITA | FIN | DEU | AUS | FRA | ESP | GBR | Pos. | Puntos | Notas  |
| 2013 | Volkswagen Motorsport    | Sébastien Ogier    | 2   | 1   | 1   | 1   | 2   | 10  | 1   | 1   | 17  | 1   | 1   | 1   | 1   | 1º   | 425    | [ 16 ] |
| 2013 | Volkswagen Motorsport    | Jari-Matti Latvala | Ret | 4   | 16  | 3   | 3   | 1   | 3   | 17  | 7   | 4   | 3   | 2   | 2   | 1º   | 425    | [ 16 ] |
| 2013 | Volkswagen Motorsport II | Andreas Mikkelsen  |     |     |     | 6   | 8   | 4   | Ret | 10  | DNS | 6   | 7   | Ret | 5   | 7º   | 50     | [ 16 ] |

### Temporada 2014

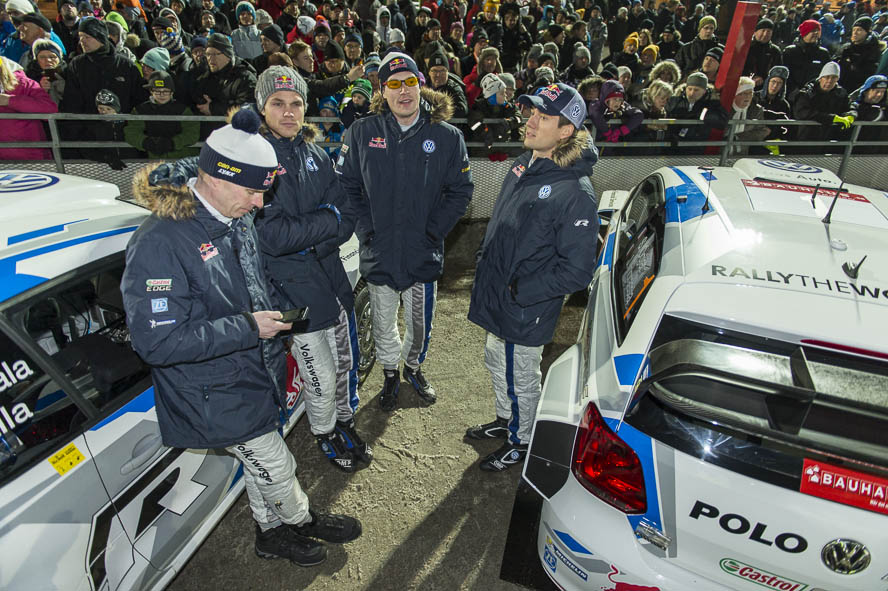
De derecha a izquierda: Sébastien Ogier, Jari-Matti Latvala y Andreas Mikkelsen, pilotos encargados de pilotar el Polo de nuevo en 2014.

En 2014 Volkswagen contó de nuevo con Ogier, Latvala y Mikkelsen, que disputó el calendario completo. 
| Año  | Equipo                   | Pilotos            | MON | SWE | MEX | POR | ARG | ITA | POL | FIN | DEU | AUS | FRA | ESP | GBR | Pos. | Puntos | Notas  |
| 2014 | Volkswagen Motorsport    | Sébastien Ogier    | 1   | 6   | 1   | 1   | 2   | 1   | 1   | 2   | Ret | 1   | 13  | 1   | 1   | 1º   | 445    | [ 18 ] |
| 2014 | Volkswagen Motorsport    | Jari-Matti Latvala | 5   | 1   | 2   | 14  | 1   | 3   | 5   | 1   | Ret | 2   | 1   | 2   | 8   | 1º   | 445    | [ 18 ] |
| 2014 | Volkswagen Motorsport II | Andreas Mikkelsen  | 7   | 2   | 19  | 4   | 4   | 4   | 2   | 4   | 3   | 3   | 2   | 7   | Ret | 5º   | 133    | [ 18 ] |

### Temporada 2015
| Año  | Equipo                   | Pilotos            | MON | SUE | MEX | ARG | POR | ITA | POL | FIN | ALE | AUS | FRA | ESP | GBR | Pos. | Puntos | Notas  |
| 2015 | Volkswagen Motorsport    | Sébastien Ogier    | 1   | 1   | 1   | 17  | 2   | 1   | 1   | 2   | 1   | 1   | 15  | Ret | 1   | 1º   | 377    | [ 19 ] |
| 2015 | Volkswagen Motorsport    | Jari-Matti Latvala | 2   | Ret | 15  | Ret | 1   | 6   | 5   | 1   | 2   | 2   | 1   | 2   | 50  | 1º   | 377    | [ 19 ] |
| 2015 | Volkswagen Motorsport II | Andreas Mikkelsen  | 3   | 3   | 3   | Ret | 3   | 36  | 2   | Ret | 3   | 4   | 3   | 1   | 3   | 3º   | 163    | [ 19 ] |

### Temporada 2016
| Año  | Equipo                   | Pilotos            | MON | SWE | MEX | ARG | POR | ITA | POL | FIN | ALE | FRA | ESP | GBR | AUS | Pos. | Puntos | Notas  |
| ---- | ------------------------ | ------------------ | --- | --- | --- | --- | --- | --- | --- | --- | --- | --- | --- | --- | --- | ---- | ------ | ------ |
| 2016 | Volkswagen Motorsport    | Sébastien Ogier    | 1   | 1   | 2   | 2   | 3   | 3   | 6   | 24  | 1   | 1   | 1   | 1   | 2   | 1º   | 377    | [ 20 ] |
| 2016 | Volkswagen Motorsport    | Jari-Matti Latvala | Ret | 26  | 1   | 16  | 6   | 2   | 5   | 2   | 48  | 4   | 14  | 7   | 9   | 1º   | 377    | [ 20 ] |
| 2016 | Volkswagen Motorsport II | Andreas Mikkelsen  | 2   | 4   | Ret | 3   | 2   | 13  | 1   | 7   | 4   | 3   | Ret | 12  | 1   | 3º   | 163    | [ 20 ] |

## Palmarés

### Victorias en el Campeonato del Mundo
| Nº | Año  | Rally                                      | Piloto             | Copiloto         | Notas  |
| -- | ---- | ------------------------------------------ | ------------------ | ---------------- | ------ |
| 1  | 2013 | 61st Rally Sweden                          | Sébastien Ogier    | Julien Ingrassia | [ 21 ] |
| 2  | 2013 | 10º Rally Guanajuato México                | Sébastien Ogier    | Julien Ingrassia | [ 21 ] |
| 3  | 2013 | 47.º Vodafone Rally de Portugal            | Sébastien Ogier    | Julien Ingrassia | [ 21 ] |
| 4  | 2013 | 59th Acropolis Rally                       | Jari-Matti Latvala | Miikka Anttila   | [ 21 ] |
| 5  | 2013 | 10. Rally Italia Sardegna                  | Sébastien Ogier    | Julien Ingrassia | [ 21 ] |
| 6  | 2013 | 63. Neste Oil Rally Finland                | Sébastien Ogier    | Julien Ingrassia | [ 21 ] |
| 7  | 2013 | 22º Coates Hire Rally Australia            | Sébastien Ogier    | Julien Ingrassia | [ 21 ] |
| 8  | 2013 | 4º Rallye de France – Alsace 2013          | Sébastien Ogier    | Julien Ingrassia | [ 21 ] |
| 9  | 2013 | 49.º RallyRACC Catalunya - Costa Daurada   | Sébastien Ogier    | Julien Ingrassia | [ 21 ] |
| 10 | 2013 | 9th Wales Rally of Great Britain           | Sébastien Ogier    | Julien Ingrassia | [ 21 ] |
| 11 | 2014 | 82ème Rally Automobile de Monte Carlo      | Sébastien Ogier    | Julien Ingrassia | [ 21 ] |
| 12 | 2014 | 62st Rally Sweden                          | Jari-Matti Latvala | Miikka Anttila   | [ 21 ] |
| 13 | 2014 | 11º Rally Guanajuato México                | Sébastien Ogier    | Julien Ingrassia | [ 21 ] |
| 14 | 2014 | 48.º Vodafone Rally de Portugal            | Sébastien Ogier    | Julien Ingrassia | [ 21 ] |
| 15 | 2014 | 34º Rally Argentina                        | Jari-Matti Latvala | Miikka Anttila   | [ 21 ] |
| 16 | 2014 | 11º Rally d'Italia Sardegna                | Sébastien Ogier    | Julien Ingrassia | [ 21 ] |
| 17 | 2014 | 71st Rally Poland                          | Sébastien Ogier    | Julien Ingrassia | [ 21 ] |
| 18 | 2014 | 64th Rally Finland                         | Jari-Matti Latvala | Miikka Anttila   | [ 21 ] |
| 19 | 2014 | 23st Coates Hire Rally Australia           | Sébastien Ogier    | Julien Ingrassia | [ 21 ] |
| 20 | 2014 | 5º Rallye de France - Alsace               | Jari-Matti Latvala | Miikka Anttila   | [ 21 ] |
| 21 | 2014 | 50.º Rally RACC Catalunya - Costa Daurada  | Sébastien Ogier    | Julien Ingrassia | [ 21 ] |
| 22 | 2014 | 70th Wales Rally GB                        | Sébastien Ogier    | Julien Ingrassia | [ 21 ] |
| 23 | 2015 | 83ème Rallye Automobile Monte Carlo        | Sébastien Ogier    | Julien Ingrassia | [ 21 ] |
| 24 | 2015 | 63rd Rally Sweden                          | Sébastien Ogier    | Julien Ingrassia | [ 21 ] |
| 25 | 2015 | 29º Rally Guanajuato México                | Sébastien Ogier    | Julien Ingrassia | [ 21 ] |
| 26 | 2015 | 49.º Rally de Portugal                     | Jari-Matti Latvala | Miikka Anttila   | [ 21 ] |
| 27 | 2015 | 12º Rally d'Italia Sardegna                | Sébastien Ogier    | Julien Ingrassia | [ 21 ] |
| 28 | 2015 | 72nd Rally Poland                          | Sébastien Ogier    | Julien Ingrassia | [ 21 ] |
| 29 | 2015 | 65th Rally Finland                         | Jari-Matti Latvala | Miikka Anttila   | [ 21 ] |
| 30 | 2015 | 33. ADAC Rallye Deutschland                | Sébastien Ogier    | Julien Ingrassia | [ 21 ] |
| 31 | 2015 | 24th Rally Australia                       | Sébastien Ogier    | Julien Ingrassia | [ 21 ] |
| 32 | 2015 | 58ème Tour de Corse - Rallye de France     | Jari-Matti Latvala | Miikka Anttila   | [ 21 ] |
| 33 | 2015 | 51.er RACC Rally Catalunya — Costa Dauruda | Andreas Mikkelsen  | Ola Fløene       | [ 21 ] |
| 34 | 2015 | 71st Wales Rally GB                        | Sébastien Ogier    | Julien Ingrassia | [ 21 ] |
| 35 | 2016 | 84ème Rallye Automobile Monte-Carlo        | Sébastien Ogier    | Julien Ingrassia | [ 21 ] |
| 36 | 2016 | 64th Rally Sweden                          | Sébastien Ogier    | Julien Ingrassia | [ 21 ] |
| 37 | 2016 | 30.º Rally Guanajuato México               | Jari-Matti Latvala | Miikka Anttila   | [ 21 ] |
| 38 | 2016 | 73rd Rally Poland                          | Andreas Mikkelsen  | Anders Jæger     | [ 21 ] |
| 39 | 2016 | 34. ADAC Rallye Deutschland                | Sébastien Ogier    | Julien Ingrassia | [ 21 ] |
| 40 | 2016 | 59ème Tour de Corse — Rallye de France     | Sébastien Ogier    | Julien Ingrassia | [ 21 ] |
| 41 | 2016 | 52.º RACC Rally Catalunya — Costa Dauruda  | Sébastien Ogier    | Julien Ingrassia | [ 21 ] |
| 42 | 2016 | 72nd Wales Rally GB                        | Sébastien Ogier    | Julien Ingrassia | [ 21 ] |
| 43 | 2016 | 25th Rally Australia                       | Andreas Mikkelsen  | Anders Jæger     | [ 21 ] |